# Řecká hokejová reprezentace

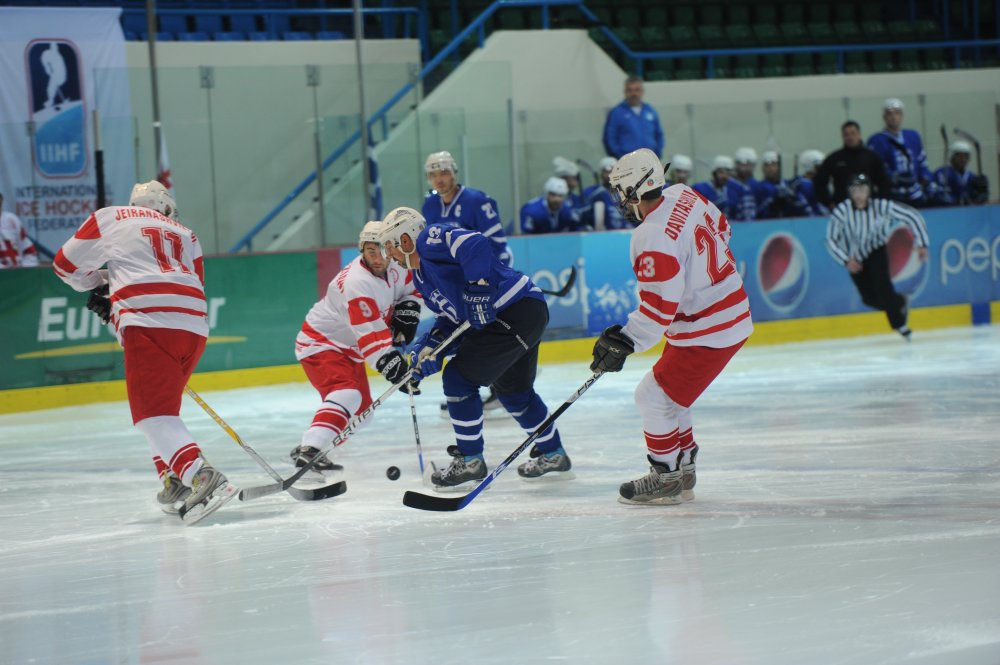
Řecká hokejová reprezentace při zápase s Gruzií

Řecká hokejová reprezentace patří mezi národní reprezentace v ledním hokeji. Začátky hokeje v Řecku jsou spojeny s pádem totality a návratem někdejších emigrantů. První mužský reprezentační tým byl sestaven v roce 1992 a hned v prvním zápase Řekové drtivě vyhráli nad Tureckem 15:3. I přesto zůstal v zemi lední hokej nerozšířeným sportem, který se musí obejít bez státní pomoci.

## Historické výsledky

### 2008 až 2011
- skupiny A a B byly rovnocenné

| Rok                  | Místo turnaje | Umístění    |
| -------------------- | ------------- | ----------- |
| MS - 2008 Divize III | Lucembursko   | 5. místo    |
| MS - 2009 Divize III | Nový Zéland   | 4. místo    |
| MS - 2010 Divize III | Lucembursko   | (skupina A) |
| MS - 2011 Divize III | Jižní Afrika  | 5. místo    |

### Od roku 2012
- skupina A byla vyšší soutěží než skupina B

| Rok                  | Místo turnaje         | Umístění |
| -------------------- | --------------------- | -------- |
| MS - 2012 Divize III | Turecko               | 5. místo |
| MS - 2013 Divize III | Jihoafrická republika | 5. místo |